# Seforis
Seforis (gr. Σέπφωρις; hebr. ציפורי, Cippori) – starożytne miasto i stanowisko archeologiczne znajdujące się w środkowej części Dolnej Galilei, na północy Izraela. Obszar chroniony jest przez Park Narodowy Cippori (hebr. גן לאומי ציפורי; ang. Zippori National Park).

## Położenie
Ruiny miasta Seforis są położone na wzgórzu o wysokości od 230 metrów n.p.m. na północno-zachodnim skraju masywu górskiego Hare Nacerat w Dolnej Galilei, na północy Izraela. Okoliczne wzgórza opadają w kierunku północnym do Doliny Bejt Netofa i na północny wschód do Doliny Bikat Turan. Na południu znajduje się wadi, którym płynie strumień Cippori. W otoczeniu są położone moszaw Cippori oraz wioska komunalna Hosza’aja.

## Historia
Wykopaliska archeologiczne odkryły pozostałości ceramiki znajdujące się w warstwach pochodzących z epoki żelaza (lata 1000-856 p.n.e.). Historycy spierają się nad samą datą powstania tego starożytnego miasta, jednak najbardziej prawdopodobny wydaje się VII wiek p.n.e. W okresie panowania asyryjskiego wzniesiono mury obronne. W okresie babilońskim, perskim i hellenistycznym miasto było ważnym centrum administracyjnym regionu, jednak Biblia ani razu o nim nie wspomina. Jedynie tradycja chrześcijańska mówi, że było to rodzinne miasto rodziców Marii z Nazaretu, matki Jezusa Chrystusa (miejsce zamieszkania Świętej Anny i Świętego Joachima). W 104 roku p.n.e. król Judei Arystobul I podbił Galileę, w wyniku czego miasto przyłączono do państwa Machabeuszy. Było ono wówczas nazywana po hebrajsku Cippori (hebr. ציפורי). Nazwa prawdopodobnie pochodziła od hebrajskiego słowa „cippor” oznaczającego „ptaka”. W 63 roku p.n.e. państwo Machabeuszy podbiły wojska rzymskie pod wodzą Pompejusza. Cippori znalazło się wówczas pod władzą Republiki rzymskiej i weszło w skład Prowincji Syrii. W 57 roku p.n.e. rzymski namiestnik Syrii, Aulus Gabiniusz ogłosił Cippori stolicą Galilei. Równocześnie przyznał miastu własną żydowską religijną radę sądowniczą, czyniąc je niezależne od Sanhedrynu w Jerozolimie. Gdy w 39 roku p.n.e. Senat rzymski uznał Heroda Wielkiego za króla żydowskiego, miasto Cippori odmówiło poddania się jemu i okazało poparcie Antygonowi, ostatniemu władcy z dynastii Machabeuszy. W wyniku tej decyzji doszło do krwawego oblężenia i zajęcia miasta w 37 roku p.n.e. Zmieniono wtedy nazwę miasta na helleńskie Seforis (gr. Σεπφώρις), co odpowiadało hebrajskiemu słowu „cippori”. Gdy w 4 roku p.n.e. zmarł król Herod Wielki, w mieście doszło do buntu i spalenia pałacu królewskiego. Rzymski namiestnik Syrii, Publiusz Kwinktyliusz Warus spalił wtedy Seforis, a jego mieszkańców sprzedał w niewolę.

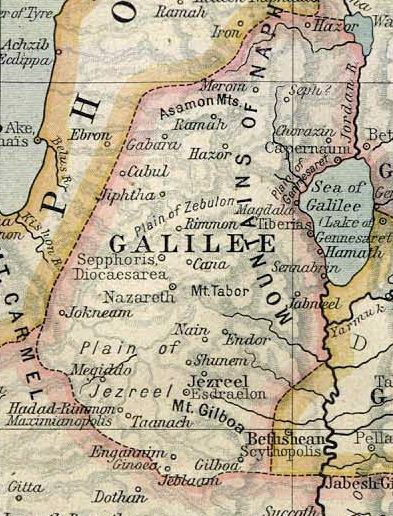
Mapa ukazująca starożytną Galileę

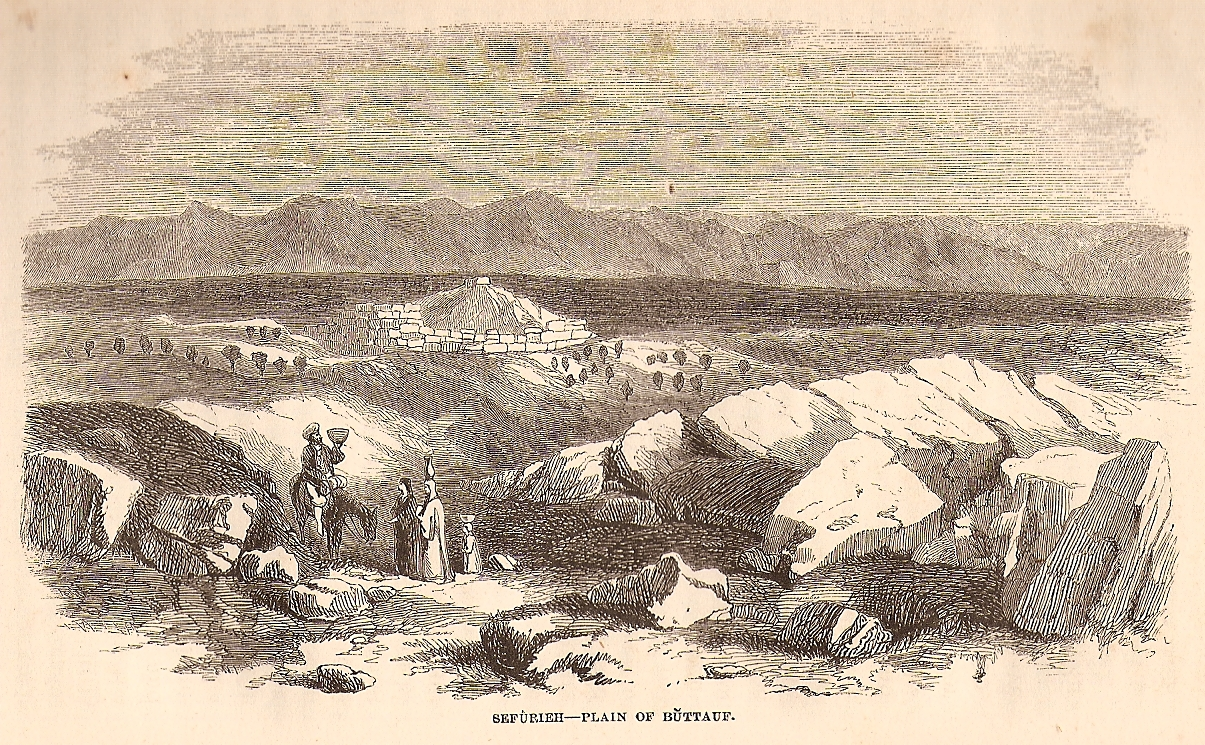
Widok na wioskę Saffurija, 1859 r.

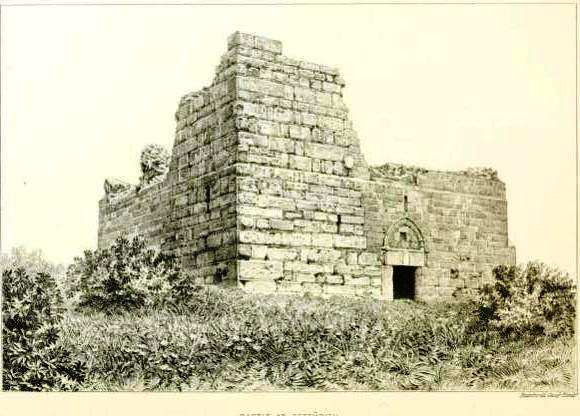
Ruiny fortyfikacji w Saffuriji, 1875 r.

Tetrarcha Galilei Herod Antypas odbudował miasto w stylu grecko-rzymskim, zmieniając jego nazwę na Autocratoris na cześć cesarza Oktawiana Augusta. Przez 23. lata było jego stolicą, aż w 19 roku n.e. wybudował Tyberiadę. Było to wielkie miasto, które w I wieku było najważniejszym ośrodkiem politycznym Galilei. Uważa się, że w tym czasie Rzymianie wybrukowali drogę rzymską prowadzącą z miasta na południe do Samarii. Archeolog James Strange napisał, że w mieście znajdowały się liczne budynki użyteczności publicznej - archiwa, skarbiec, zbrojownia, banki, amfiteatr, łaźnie, a także targowiska, na których sprzedawano ceramikę, szkło, wyroby metalowe, biżuterię i różnorodne produkty żywnościowe. Byli tam również tkacze, sprzedawcy odzieży oraz sklepy oferujące meble, kosze, perfumy i tym podobne towary. Liczbę mieszkańców ocenia się na 8-12 tysięcy. Żydowski historyk Józef Flawiusz nazwał miasto „Perłą Galilei”. O skali latynizacji mieszkańców najlepiej świadczy fakt, że podczas wojny żydowsko-rzymskiej (66-73) mieszkańcy Autocratis nie poparli żydowskich powstańców i zawarli porozumienie z Rzymianami. Było to niezwykle ważne dla losów powstania, gdyż Autocratis było wówczas najsilniej ufortyfikowanym miastem całej prowincji. Opowiedzenie się miasta po stronie Rzymian było katastrofą dla Żydów. Bramy miejskie zostały w 66 roku otworzone przed rzymskim legionem. Rzymski namiestnik Syrii, Cestius Gallus w krótkim czasie zabił w okolicy około 2 tys. żydowskich powstańców, a jeńców sprzedał w niewolę mieszkańcom Autocratis. Jednak Rzymianie musieli się wycofać, i wówczas miasto zajęli żydowscy powstańcy dowodzeni przez Józefa Flawiusza. Nakazał on dalszą fortyfikację miasta, pozostawiając wykonanie wszystkich rozkazów mieszkańcom - okazywali oni uległość, co mogło być z ich strony podstępem. Gdy w 67 roku do Galilei wkroczyły wzmocnione wojska rzymskie pod wodzą konsula Tytusa Flawiusza, Autocratis ponownie otworzyło swoje bramy przed Rzymianami. Józef Flawiusz podjął dwie nieudane próby zdobycia miasta, ale musiał się wycofać. Monety bite w mieście podczas wojny miały na sobie napis Neronias i Eirenopolis, czyli „Miasto pokoju”. Po upadku Jerozolimy w 70 roku i ostatecznej klęsce żydowskiego powstania, symbolika używana na tutejszych monetach niewiele się różniła od monet innych okolicznych miast – widniały na nich wizerunki laurowych wieńców, palm i jęczmienia. Około 130 roku zmieniono nazwę miasta na Diocaesaraea (gr. Διοκαισάρεια) na cześć boga Zeusa i cesarza Hadriana. Wraz z upadkiem w 135 roku żydowskiego powstania Bar-Kochby, zaczęła zmieniać się rola Diocaesaraei. Do miasta przybyło wielu żydowskich uciekinierów ze zniszczonej Judei. Wśród nich znajdowało się wielu rabinów, w wyniku czego miasto przekształciło się w centrum żydowskiego życia religijnego i duchowego. Rabin Juda ha-Nasi przeniósł się tutaj wraz z Sanhedrynem. Istniały tutaj liczne synagogi, akademie żydowskie i jesziwy, a miasto rozwijało się jako silny ośrodek nauczania judaizmu. Talmud wspomina, że miasto „wznosi się na szczycie góry, jak ptak”. W mieście mieszały się wpływy żydowskie i hellenistyczne, a wszystkie grupy społeczne (żydowskie, pogańskie i chrześcijańskie) utrzymywały swoją odrębną tożsamość. W dniu 18 maja 363 roku wielkie trzęsienie ziemi zniszczyło całe miasto. Po odbudowie nie odzyskało ono już swojego wcześniejszego znaczenia, chociaż nadal rozwijało się jako duży ośrodek handlowy Galilei. Poza społecznością żydowską nadal istniała w nim wspólnota chrześcijańska. Miasto było siedzibą biskupstwa (łac. Diocaesarea in Palaestina). Znane są nazwiska trzech pierwszych biskupów: Dorotheus (wspomniany w 451), Marcellinus (wspomniany w 518) i Cyriacus (wspomniany w 536 r.).
W 637 roku miasto zostało zdobyte i zniszczone przez Arabów. Na jego miejscu powstała niewielka osada Saffurija (arab. صفورية), która rozwijała się pod panowaniem Arabów. Weszło on w skład rozszerzającego się Kalifatu Umajjadów, a mieszkańcy bili monety na cześć nowych władców. Tutejsi kupcy skorzystali z rozwoju swobodnego handlu w obrębie świata Islamu, a wykonywane w Saffurija płaszcze były noszone nawet w Medynie. W 1099 roku cała Palestyna znalazła się pod panowaniem Krzyżowców, którzy utworzyli Królestwo Jerozolimskie. Krzyżowcy wybudowali w Saffuriji zamek obronny, który poświęcili Św. Annie i Św. Joachimowi (rodzicom Marii z Nazaretu). Wraz z rozwojem tutejszej osady, zmieniono jej nazwę na miasto La Sephorie. Pobliskie źródła wody stały się naturalnym miejscem postoju wojsk krzyżowców, oczekujących na przekroczenie rzeki Jordan przez siły arabskie. W 1187 roku to właśnie stąd wyruszył Gwidon de Lusignan na pole bitwy pod Hittin. W wyniku tej bitwy, muzułmańskie wojska pod wodzą Saladyna zajęły Jerozolimę, co było początkiem upadku Królestwa Jerozolimskiego. Arabowie przemianowali miasto La Sephorie na Saffurija. Żydowski podróżnik Beniamin z Tudeli napisał w XII wieku, że w Saffuriji nie było już ludności żydowskiej. Ich odejście wiąże się prawdopodobnie z okresem wypraw krzyżowych. W 1517 roku osada wraz z całą Palestyną przeszła pod panowanie Imperium osmańskiego. W wyniku I wojny światowej w 1918 roku Palestyna przeszła pod panowanie Brytyjczyków, którzy w 1922 roku formalnie utworzyli na tym obszarze Mandat Palestyny. W 1931 roku rozpoczęto wykopaliska archeologiczne w Saffuriji. Były one prowadzone przez Leroy Watermana z University of Michigan. Poszukując skutecznego rozwiązania narastającego konfliktu izraelsko-arabskiego w dniu 29 listopada 1947 roku została przyjęta Rezolucja Zgromadzenia Ogólnego ONZ nr 181. Zakładała ona między innymi, że wieś Saffurija miał znaleźć się w granicach nowo utworzonego państwa arabskiego. Arabowie odrzucili tę rezolucję i dzień później doprowadzili do wybuchu wojny domowej w Mandacie Palestyny. Na samym jej początku siły Arabskiej Armii Wyzwoleńczej zajęły pobliskie wioski i sparaliżowały żydowską komunikację w regionie. Podczas I wojny izraelsko-arabskiej wojska izraelskie przeprowadziły w lipcu 1948 roku operację „Dekel”, w trakcie której wysiedlono i zniszczono wioskę Saffurija. Na miejscu zniszczonej wioski Żydowski Fundusz Narodowy zasadził sosnowy las, a następnie w 1949 roku w sąsiedztwie powstał żydowski moszaw Cippori. W 1975 roku prace archeologiczne wznowił zespół badawczy z Uniwersytetu Tel Awiwu. Odkrył on między innymi starożytne akwedukty, a w latach 1993-1994 zbiorniki na wodę. W latach 1985–1989 wspólny zespół archeologów z Uniwersytetu Hebrajskiego i Duke University prowadził poszukiwania na głównym stanowisku archeologicznym. Były one kierowane przez A. Myersa i Ehuda Netzera. W 1990 roku na miejsce powrócił zespół z Uniwersytetu Hebrajskiego pod kierownictwem Ehuda Netzera i Zeewa Weissa (w 1995 r. został dyrektorem wykopalisk). To właśnie ta grupa odkryła większą część centrum miasta, z synagogą, łaźnią i głównymi ulicami. W celu ochrony tego miejsca w 1993 roku utworzono Park Narodowy Cippori (ang. Zippori National Park).

## Park narodowy
Park Narodowy Cippori zajmuje obszar około 16 hektarów, na których zachowały się ruiny starożytnych miast Cippori, Seforis, Autocratis, Diocaesaraea, La Sephorie i Saffuriji. Większość budynków i odnalezionych artefaktów pochodzi z okresu rzymskiego i bizantyjskiego (I-VI wiek n.e.). Celem utworzenia parku były: (1) ochrona ruin starożytnego miasta, (2) rozwój turystyki, (3) udostępnienie zwiedzającym dostępu do stanowiska archeologicznego poprzez stworzenie szlaków turystycznych, punktów widokowych, parkingów i pełnego zaplecza, oraz (4) zachowanie wartości przyrodniczych i krajobrazowych.

### Wieża krzyżowców
Na szczycie wzgórza wznosi się kamienna wieża, będąca pozostałością fortecy krzyżowców. Wzniesiono ją w XII wieku na fundamencie wcześniejszych struktur bizantyjskich. Podstawą wieży jest kwadrat o wymiarach 15 X 15 metrów, a jej wysokość wynosi 10 metrów. Pomimo licznych późniejszych przeróbek, w dolnej części ścian zachowały się pozostałości rzeźbionych zdobień. Górna część wieży i drzwi zostały wybudowane w XVIII wieku przez Dhaher al-Omara z Akki. Zaokrąglono wówczas rogi wieżym upodobniając ją w ten sposób do twierdzy wzniesionej przez al-Omara w Szefaram. Na samym początku XX wieku wieżę przekształcono w szkołę, i funkcję tę pełniła do 1948 roku. W pobliżu zachowały się pozostałości kościoła z czasów krzyżowców.

### Ruiny miasta Seforis
Badania archeologiczne odsłoniły znaczną część starożytnego miasta Seforis. Odkryto dobrze zachowaną główną ulicę Cardo, która jest w całości wybrukowana. Pod nogami można zobaczyć tutaj wyżłobione przez koła wozów szczeliny w kamieniach. Na kamieniach odkryto także kilka wyrytych symboli, w tym menorę i zapis starożytnej gry przypominającej współczesną grę w kółko i krzyżyk. Wzdłuż ulicy były położone domy mieszkalne. W zachodniej części wzgórza odkryto kompleks budynków użyteczności publicznej, w tym żydowską mykwę. Na północnych stokach zachował się pochodzący z I wieku duży teatr rzymski. Został on w znacznej większości wykuty w zboczu góry i był przeznaczony dla 4,5 tys. widzów (siedzenia dla publiczności były wykute w kamieniu). Jego średnica wynosi 45 metrów. Teatr nosi ślady poważnych zniszczeń, prawdopodobnie powstałych w wyniku trzęsienia ziemi. W pobliżu jest położona dawna rzymska willa otoczona atrium i perystylem. Jest to jedno z najcenniejszych znalezisk w Seforis. Archeolodzy odkryli w jej wnętrzu wspaniałe mozaiki podłogowe, które są w całości udostępnione zwiedzającym. Jedna z nich przedstawia portret zamyślonej młodej kobiety, nazwanej „Mona Lizą Galilei”. Ciekawe są również mozaiki przedstawiające greckiego boga Dionizosa, oraz duża mozaika przedstawiająca uroczystości pomiaru wody w rzece Nil (przy pomocy urządzenia zwanego nilometrem). Inne mozaiki zawierają postacie zwierząt oraz rośliny.

### Synagoga
Wykopaliska przeprowadzone w 1994 roku odkryły w północnej części stanowiska archeologicznego pozostałości starożytnej synagogi z końca V lub początku VI wieku. Był to prostokątny budynek o wymiarach 15 x 7 metrów. Sala modlitewna była zwrócona w stronę Jerozolimy. Na jej podłodze odkryto mozaikę przedstawiającą sceny biblijne i napisy w języku aramejskim. W celu ochrony pozostałości synagogi wzniesiono drewnianą konstrukcję z dachem.

### Wodociąg
Dużą atrakcją turystyczną parku są zachowane pozostałości systemu wodociągów, które doprowadzały wodę ze wzgórz Hare Nacerat do miasta Seforis. System składał się z czterech wodociągów, zbiorników na wodę i podziemnych tuneli. Pierwszy wodociąg rozpoczyna się w pobliżu współczesnej miejscowości Meszded, a drugi przy współczesnej miejscowości Ar-Rajna. Jako źródło wody wykorzystywały one źródło o wydajności około 40 metrów sześciennych wody na godzinę. Oba wodociągi łączyły się w jeden, a następnie rozdzielały się, doprowadzając wodę do dwóch zbiorników: (1) otwarty basen o wymiarach 21 x 14 metrów i głębokości 2,5 metra; oraz (2) zamknięty basen o wymiarach 9 x 5 metrów. Prawdopodobnie powstały one budową głównego zbiornika, który znajduje się w odległości ponad 1 km na wschód od Seforis. Ten największy zbiornik został wykuty w skale kredowej i posiada wymiary 260 x 4 metry, oraz głębokość 10 metrów. Mógł on pomieścić 4300 metrów sześciennych wody. W niektórych miejscach posiada łuki podtrzymujące strop zbiornika. Jego budowa przebiegała w dwóch etapach - pierwsza w II wieku, a druga w IV wieku. Na przełomie od II do VII wieku powstał główny tunel wodociągu, który kolejnymi odcinkami opada w dół (nachylenie tunelu od wejścia do wyjścia wynosi 85 cm). Podziemne tunele przebiegają głęboko pod ziemią i są w większości udostępnione zwiedzającym. Kolejny wodociąg doprowadzał wodę ze strumienia Cippori. Tutejsze źródła miało wydajność 110 metrów sześciennych wody na godzinę.

### Turystyka
Czas zwiedzania parku wynosi około 4 godzin. W ruinach twierdzy krzyżowców urządzono centrum turystyczne, w którym można obejrzeć prezentacje wizualne dotyczące historii miasta Seforis. Z wieży dawnego zamku można podziwiać panoramę całej okolicy. Jest tutaj sklep z pamiątkami oraz bar. Teren parku jest dostępny dla osób niepełnosprawnych. W odrestaurowanym teatrze rzymskim odbywają się koncerty oraz przedstawienia teatralne. Na zachód od parku rozciąga się leśny Rezerwat przyrody Ja’ar Cippori, a na północnym zachodzie Rezerwat przyrody Ha-Solelim.